# Marco Liorni
Marco Liorni (Roma, 6 agosto 1965) è un conduttore televisivo e autore televisivo italiano.

## Biografia
Nato a Roma il 6 agosto 1965 e appassionato di televisione sin da bambino, Marco Liorni ha conseguito la maturità al liceo classico Margherita di Savoia di Roma e la laurea in discipline umanistiche.
Nel corso della sua carriera ha vinto il Telegatto in tre diverse occasioni (per Trenta ore per la vita, Saranno famosi e Grande Fratello) e il Premio TV - Premio regia televisiva per La vita in diretta, mentre nel 2012 è stato candidato come personaggio rivelazione.

### Carriera

#### Gli inizi
Professionalmente muove i primi passi conducendo programmi per varie radio locali, anche con il nome d'arte di Marco Donati, tra cui Tele Radio Domani e Radio Incontro. Successivamente diventa un volto dell'emittente televisiva GBR con Cronaca nera (ispirato a Telefono giallo, di Corrado Augias) e Domenica a tutto goal assieme a Monica Leofreddi e Cristina Bianchino.

### L'esordio in TV (1996)
Nel 1996 esordisce su Canale 5 a Verissimo, prima come inviato e poi finendo per sostituire alla conduzione Cristina Parodi; conduce poi Verissimo sul posto, sempre sulla rete ammiraglia Mediaset. Su Italia 1 conduce serate speciali di Real TV ed Eroi per caso (remake di Ultimo minuto andato in onda su Rai 3 dal 1993 al 1997). Dal 1997 al 2000 conduce poi il programma televisivo Angeli, una sorta di indagine sulla spiritualità attraverso le storie di persone che sentono di essere entrate in contatto con qualcosa che non riescono a spiegare razionalmente e che spesso attribuiscono agli angeli. Si dedica nuovamente ai programmi in radio, tornando sulle frequenze di RDS, Radio Dimensione Suono, dove approda nel 2003, per terminare nel 2014.

#### L'inviato alGrande Fratelloe gli altri progetti
Nel 2000 è inviato del programma televisivo Grande Fratello, il "caronte" che traghetta all'interno della TV persone fino a quel momento sconosciute, raccontando poi i vissuti e i riflessi dell'improvvisa notorietà nelle famiglie di provenienza dei concorrenti. Nelle prime tre edizioni conduce speciali mensili di Grande Fratello story e le puntate domenicali all'interno del contenitore Buona Domenica. Ricopre questo ruolo fino alla 7ª edizione, nel 2007, quando lascia la trasmissione e anche Mediaset. Nel 2001 conduce un esperimento senza successo su Rete 4, un programma ideato da Anna Fermi intitolato Marte & Venere, sui dialoghi all'interno della coppia. Per diversi anni cura sempre su Rete 4 Medici - storie di medici e pazienti. Ancora su Italia 1 presenta serie test de Il protagonista e Diario - Esperimento d'amore.
Altre trasmissioni: Saranno famosi (ora Amici di Maria De Filippi), Modamare Capri e Taormina, Trenta ore per la vita, Padre Pio - Le prove della santità con Giuliano Ferrara e su Sat2000, La fabbrica e il bosco - Seveso 30 anni dopo, un documentario firmato da Luciano Piscaglia e scritto con Marco Bergamaschi e Alessandro Zaccuri sull'incidente del 10 luglio 1976 a Seveso, quando una nube tossica contenente diossina si sprigiona dagli impianti della ICMESA nel confinante comune di Meda, ma in prossimità dell'abitato di Seveso. Nel 2003 conduce su Canale 5 Sposami subito!, reality nel quale un uomo o una donna mettono alle strette il proprio partner chiedendo di essere sposati subito, con promessa di matrimonio in diretta TV. Il programma, prodotto da Endemol Italia, ha un buon successo di pubblico, ma la stessa società di produzione lo vende invece alla Rai, dove vive due serie condotte da Antonella Clerici.
Nel 2006 presenta su Mediaset Premium, coadiuvato da Platinette, la trasmissione Il Candidato, che permette di selezionare in diretta uno dei concorrenti della settima edizione del Grande Fratello. Nel 2008 presenta su Sky (Sky Vivo, oggi Sky Uno) The Singing Office, un programma definito "feel good show" in cui si esibiscono in canzoni coreografate gli impiegati di alcune importanti aziende. Alla fine Alitalia risulta vincente, proprio in una fase storica molto critica per la compagnia di bandiera italiana. Il programma viene poi messo in onda nelle prime settimane di programmazione di Cielo, canale di Sky sul digitale terrestre. Nel programma condotto da Liorni appare anche la cantante e conduttrice Amanda Lear.

#### Il passaggio in Rai e l'infotainment (2009-2018)
Nell'aprile del 2009 esordisce su Rai 1 in prima serata curando i collegamenti de I sogni son desideri, condotto da Caterina Balivo, remake di programmi come Sogni e Il treno dei desideri. Su Rai 2 conduce invece Italia Fan Club Music Awards coadiuvato da Benedetta Valanzano e nel gennaio 2010 conduce su Rai 1 insieme con Arianna Ciampoli, Francesco, il frate piccolino, speciale dedicato a Francesco d'Assisi in occasione dell'inaugurazione dell'Auditorium Antonianum, in Roma. 
Nel 2010 è conduttore e autore delle sedici puntate di Tra cielo e terra, il programma dedicato alle più belle abbazie e ai monasteri più affascinanti d'Europa, trasmesso sul canale satellitare Marcopolo, all'epoca facente parte della piattaforma Sky.
Nel gennaio 2011 esordisce su Rai 1 alla conduzione di un numero zero dal titolo Perfetti innamorati, assieme a Georgia Luzi, ed è coautore con Giorgio Amato di Tutta colpa di Facebook!, commedia teatrale che racconta ironicamente alcuni cambiamenti portati dai social network nei costumi sociali e nei rapporti sentimentali, tratto dallo stesso libro di Liorni Facebook. Tutti nel vortice edito da Armando Curcio Editore. Dall'11 luglio al 5 agosto 2011 conduce su Rai 1 con Lorella Landi Estate in diretta, la versione estiva de La vita in diretta. Nella stagione 2011/2012 conduce con Mara Venier Buon pomeriggio Italia! che va in onda alle 15:15 su Rai 1 dal lunedì al venerdì; nello stesso periodo conduce sempre con Mara Venier anche La vita in diretta su Rai 1. Nel 2012 con il programma vince l'Oscar della TV, Premio regia televisiva, in coppia con Mara Venier ed è candidato come "personaggio rivelazione" insieme a Teresa Mannino e Rocco Papaleo, che si aggiudicherà il riconoscimento. 
Tra il 2012 e il 2014 conduce su Rai Premium e Rai Movie alcuni programmi dedicati ai film, al cinema e alle fiction televisive, come Fictionmania e Roma Daily.
Nel 2013 viene riconfermato per la seconda edizione di Estate in diretta, affiancato da Barbara Capponi. Nel 2014 è autore e conduttore di I love you! Ama e fa' ciò che vuoi, su Rai Premium, la serie, dedicata alle grandi storie d'amore, viene poi replicata su Rai 1.
Insieme a Cristina Parodi, conduce su Rai 1 l'edizione 2014/2015 de La vita in diretta. Sulla stessa rete, dal 21 febbraio 2015 è giudice della terza edizione del talent show Notti sul ghiaccio, condotto da Milly Carlucci. Nella stagione 2015/2016 è di nuovo alla guida de La vita in diretta insieme a Cristina Parodi e in prima serata su Rai 1 conduce con Paola Perego il programma televisivo di intrattenimento Il dono.
Nel 2016 scrive per il teatro X = Y, testo contro la violenza di genere con la compagnia Teatro in movimento, rappresentato nelle scuole e al Teatro Sistina di Roma nella giornata mondiale contro la violenza sulle donne davanti ai ragazzi di numerose scuole della capitale.
Nell'estate 2017 conduce in prima serata su Rai 1 la 60ª edizione del Festival di Castrocaro, in coppia con Rossella Brescia; mentre, dall'11 settembre conduce la sua sesta e ultima edizione de La vita in diretta assieme a Francesca Fialdini.

#### Le nuove esperienze in TV  (2018-presente)
Terminata l'esperienza a La vita in diretta, per la stagione 2018/2019 è ideatore e conduttore del programma ItaliaSì!, in onda il sabato, programma confermato anche nelle stagioni successive. 
Dal 16 novembre al 7 dicembre 2019 conduce, all'interno di ItaliaSì!, le semifinali di Sanremo Giovani 2019; dal 1º al 26 giugno 2020, dal lunedì al venerdì, conduce ItaliaSì! Giorno per giorno, in sostituzione del programma Storie italiane che ha chiuso anticipatamente la stagione.
Con ItaliaSì! realizza numerosi speciali dedicati alla strage di Corinaldo, al Festival di Sanremo, alla pandemia di COVID-19 e alla monarchia britannica. 
Dall'estate 2019 al 2024 conduce su Rai 1 il game show Reazione a catena, stabilendo il record di edizioni e puntate condotte; sotto la sua guida, ogni edizione, tranne quella del 2020, si conclude con il torneo Reazione a catena - La sfida dei campioni tra le migliori squadre. Il 30 settembre e il 7 ottobre 2023 conduce in prima serata lo speciale Tutti giocano a Reazione a catena con personaggi famosi come concorrenti.
Dal 2 gennaio 2024 conduce la ventiduesima edizione de L'eredità, al posto di Flavio Insinna, dopo l'iniziale designazione di Pino Insegno. Il 16 e il 23 marzo conduce in prima serata su Rai 1 gli speciali de L'eredità dedicati al Festival di Sanremo e alla Rai. 
Inizia la nuova stagione televisiva 2024/2025 conducendo la puntata pilota del game show Chi può batterci?, in onda in prima serata su Rai 1 sabato 21 settembre 2024, mentre dal 3 novembre torna al timone della ventitreesima edizione de L'eredità. Nello stesso anno fa un cameo in un episodio di Don Matteo 14 nei panni di sé stesso, in qualità di conduttore di Reazione a catena. Il 31 dicembre conduce L'anno che verrà, prendendo il posto di Amadeus. Dall'11 gennaio 2025 conduce lo show musicale Ora o mai più.

## Vita privata
Dalla prima moglie Cristina, sposata nel 1993, ha avuto un figlio, Niccolò. Nel 2014 ha sposato negli Stati Uniti d'America la seconda moglie Giovanna Astolfi, da cui ha avuto le figlie Emma e Viola; il matrimonio è stato ufficializzato in Italia nel 2016.

## Programmi televisivi
- Cronaca nera (Gbr, 1995)
- Domenica a tutto goal (Gbr, 1995)
- Verissimo (Canale 5, 1996-1997)[14]
- Verissimo sul posto (Canale 5, 1998)
- Angeli (Italia 1, 1997-1999; Rete 4, 2000)
- Trenta ore per la vita (Canale 5, 1998 inviato, 1999)
- Eroi per caso (Italia 1, 1998)
- Real TV (Italia 1, 1999)
- Padre Pio - Le prove della santità (Canale 5, 1999)
- Modamare a Capri (Canale 5, 2000)
- Grande Fratello (Canale 5, 2000-2008) - inviato
- Il diario di Grande Fratello (Canale 5, 2000)
- Medici - Storie di medici e pazienti (Rete 4, 2000-2006)
- Marte e Venere (Rete 4, 2001)
- Modamare a Taormina (Canale 5, 2001)
- Il protagonista (Italia 1, 2002)
- Saranno famosi (Italia 1, 2002)
- Palermo - La notte della moda (Rete 4, 2003)
- Diario - Esperimento d'amore (Italia 1, 2003)
- Sposami subito! (Canale 5, 2003)
- Stelle a quattro zampe (Rete 4, 2005)
- La fabbrica e il bosco - Seveso 30 anni dopo (Sat 2000, 2005)
- Il candidato (Mediaset Premium, 2006)
- Tutti pazzi per i reality (Canale 5, 2006)
- Giffoni Film Festival (Canale 5, 2006)
- Sfilata d'amore e moda (Rete 4, 2006)
- GF Mania (Italia 1, 2007)
- The Singing Office (Sky Vivo, 2008)
- I sogni son desideri (Rai 1, 2009)
- Italia Fan Club Music Awards (Rai 2, 2009)
- Francesco - Il frate piccolino (Rai 1, 2010)
- Tra cielo e terra (Marcopolo, 2010-2011)
- Perfetti innamorati (Rai 1, 2011)
- Estate in diretta (Rai 1, 2011, 2013)
- Buon pomeriggio Italia! (Rai 1, 2011-2013)
- La vita in diretta (Rai 1, 2011-2013, 2014-2018)
- Telethon (Rai 1, 2011, 2018)
- Fictionmania (Rai Premium, 2012)
- Notte di luce (Rai 1, 2012)
- Roma Daily (Rai Movie, 2013)
- I love you - Ama! ...e fa' ciò che vuoi (Rai Premium, 2013-2014)
- Italia in diretta (Rai 1, 2014-2015)
- Notti sul ghiaccio (Rai 1, 2015) - giurato
- Il dono (Rai 1, 2015-2016)
- Un goal per l'Italia (Rai 1, 2017)
- Festival di Castrocaro (Rai 1, 2017)
- ItaliaSì! (Rai 1, 2018-2024)
- ItaliaSì! alle 15 (Rai 1, 2018)
- Reazione a catena - L'intesa vincente (Rai 1, 2019-2024)
- Reazione a catena - La sfida dei campioni (Rai 1, 2019, 2021-2024)
- Sanremo Giovani a ItaliaSì! (Rai 1, 2019)
- ItaliaSì! Giorno per giorno (Rai 1, 2020)
- #OnePeopleOnePlanet - Earth Day 2021 (RaiPlay, 2021)
- Tutti giocano a Reazione a catena (Rai 1, 2023)
- L'eredità (Rai 1, dal 2024)
- L'eredità - Serata Sanremo (Rai 1, 2024-2025)
- L'eredità - Viva la Rai (Rai 1, 2024)
- Chi può batterci? (Rai 1, dal 2024)
- L'anno che verrà (Rai 1, 2024)
- Ora o mai più (Rai 1, 2025)
- L'eredità - Tutti in viaggio (Rai 1, 2025)